# Zaun (Film)
Zaun (Originaltitel Hegn) ist ein dänischer Kurzfilm der deutschen Regisseurin Hilke Rönnfeldt. Nach Festivalteilnahmen in Odense und Warschau konkurriert der Film im Kurzfilm-Wettbewerb des Filmfestival Max Ophüls Preis 2022.

## Handlung
Zwischen Deutschland und Dänemark erstreckt sich ein Wildschweinzaun. Dieser soll Wildschweine von den Schweinezuchten fernhalten, um die Ausbreitung der Schweinepest zu verhindern. Die aktuellen Entwicklungen werden von Ebba in einem Traum verarbeitet. Sie wacht neben ihrer Freundin Jona auf und benötigt den ganzen Tag, um ihre Erfahrungen zwischen Nähe und Abgrenzung zu verarbeiten.

## Entstehung
Aufgrund der beiden Lebensmittelpunkte Deutschland und Dänemark ist für Rönnfeldt das Thema der Grenzübertritte präsent. Als das dänische Amt für Naturverwaltung am 28. Januar 2019 damit begann, an der Grenze einen Wildschweinzaun zu errichten, nahm sie das Thema zum Anlass für einen Kurzfilm. Zugleich überträgt sie den Zwiespalt zwischen Annäherung und Abgrenzung auf die Beziehung zwischen zwei Frauen.